# Pavel Šváb (právník)
Pavel Šváb (* 10. května 1952) je český právník.
Působil jako první prezident Soudcovské unie ČR v letech 1990–1991; roku 1994 je čestným členem Soudcovské unie ČR.
Po opuštění justice působí v advokátní kanceláři Šváb, Zima & partneři a zároveň jako zapsaný rozhodce.